# Boeing 707
Boeing 707 — реактивний пасажирський літак, спроектований на початку 1950-х років. Один з перших реактивних пасажирських літаків у світі, поряд з британським DH-106 Comet, радянським Ту-104 і французьким Sud Aviacion Caravelle.
Перший політ дослідного серійного 707—120 відбувся 20 грудня 1957. Всього з 1958 по 1991 роки було вироблено 1010 «Боїнгів-707». Комерційна експлуатація 707—120 почалася з авіакомпанії Pan American World Airways 26 жовтня 1958. Перший військово-транспортний літак/літак-заправник KC-135, створений на базі 367-80 та деяких елементів конструкції 707 злетів 31 серпня 1956 року, а поставки для Стратегічного авіаційного командування (SAC) ВПС США на авіабазу Касл в Каліфорнії почалися в червні 1957 року. На базі Boeing 707 та KC-135 були створені їх різноманітні цивільні та військові модифікації: заправники, розвідувальні літаки, розвідники радіоелектронних засобів противника, погоди, літаки для наукових досліджень, літаки дального радіолокаційного стеження, повітряні командні пункти керування та зв'язку зі стратегічними ядерними силами — МБР, підводними човнами з БРПЧ, бомбардувальниками на випадок знищення наземних командних пунктів в ядерній війні, перевезення вищого керівництва (США та інших країн).
Станом на сьогодні вантажні «Боїнги-707», його різні військові модифікації, а також літак KC-135 продовжують літати та перебуватимуть на службі ймовірно до 2040 року. Переважно вони використовуються в системі радіоелектронної розвідки AWACS.

## Історія експлуатації

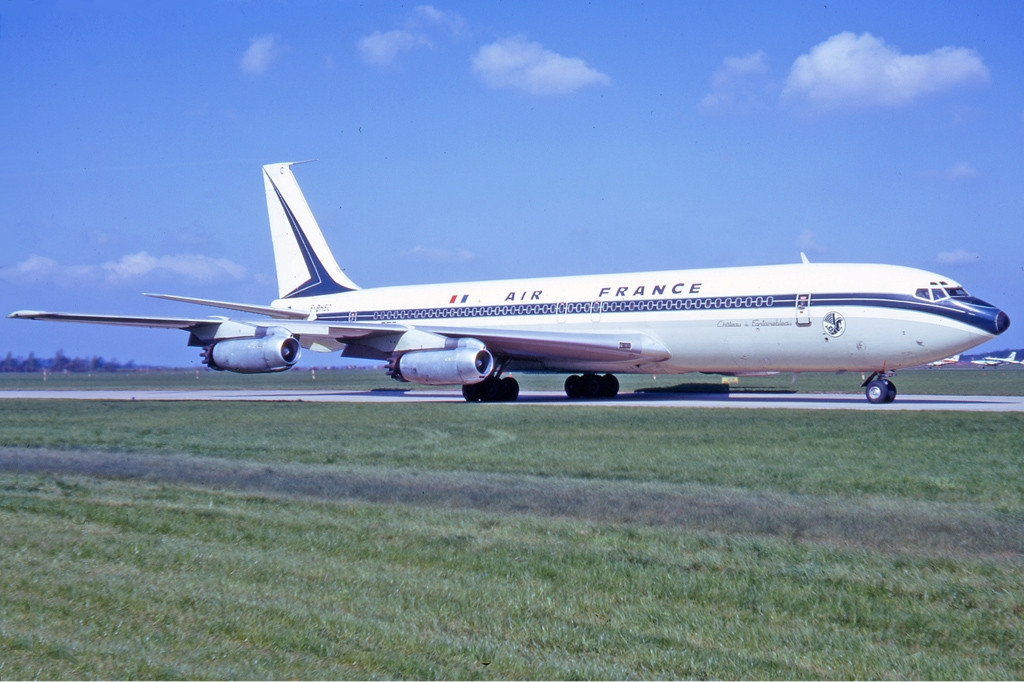
Boeing 707—328 авіакомпанії Air France в аеропорту Ганновера (1972)

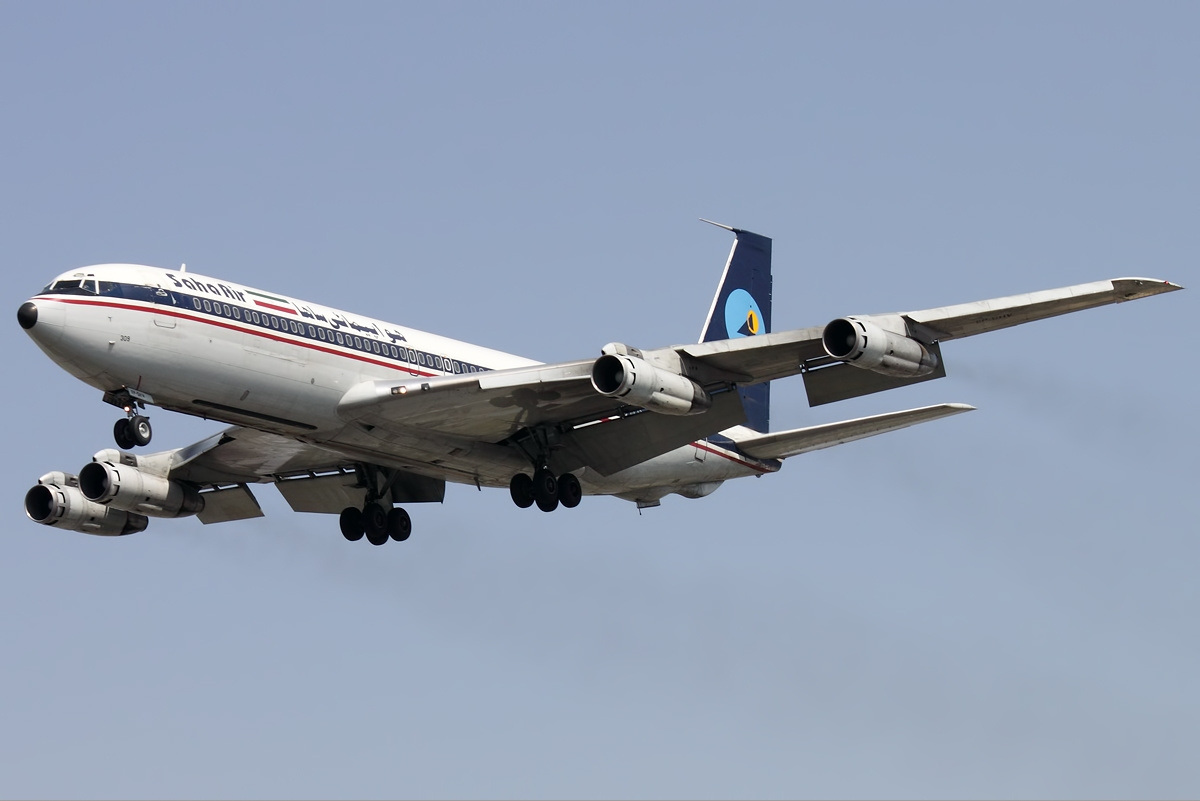
Boeing 707 авіакомпанії Saha Airlines, останнього комерційного оператора Boeing 707 (2011)

Найбільшими замовниками моделі 707 були американські Pan American World Airways та TWA, які завдяки цим лайнерам, стрімко збільшили розміри своїх авіапарків та зробили міжнародні авіаперевезення масовими та популярними. Згодом до них приєдналися авіакомпанії Західної Європи. Масове виробництво Boeing 707 велося в 1960-і роки, коли замовники отримували щорічно десятки нових літаків. Конкуренцію Боїнгу складав DC-8, спочатку більш успішний за рахунок кращої репутації виробника. Після доопрацювань, Boeing-707 став продаватися значно краще.
Зі збільшенням обсягів пасажирських перевезень стало очевидно, що Boeing 707 морально застарілий. Для своєї дальності літак володів занадто малою місткістю, його двигуни були гучними та неекономічними. Модернізація лайнера із збільшенням місткості вимагала заміни планера. У підсумку компанія Boeing випустила на ринок 747, чим задовольнила попит на літаки великої місткості для дальніх перельотів.
До початку 1970-х число замовлень на Boeing 707 різко знизилося. Авіакомпанії розвинених країн виводили їх із парку, активність літаків даного типу перемістилася в країни Азії та Латинської Америки, а потім Африки. 1978 року серійне виробництво було припинено, в 1983 був закритий останній регулярний рейс Boeing 707 в США. Останнім великим оператором пасажирських був Ліван (до 1998). До початку 2000-х літак залишився в цивільній експлуатації (переважно вантажній) в бідних країнах Африки та Латинської Америки. Зараз основний парк Boeing 707 складають військові модифікації.

## Сучасні оператори
Станом на початок 2010 року використовувалося 155 літаків типу B-707, практично всі у ВПС ряду країн (літаки AWACS та вантажні). Кілька літаків використовується цивільними вантажними авіакомпаніями, 8 — в урядового авіазагону. Єдиною авіакомпанією, що використовує Boeing 707 на регулярних рейсах є іранська Saha Air, в експлуатації якої залишається 5 літаків, станом на 10 серпня 2010. Таким чином, Боїнг 707 — єдиний з реактивних лайнерів першого покоління, який експлуатується досі; інші «піонери» реактивної пасажирської авіації пішли в історію ще в 80-х.

## Модифікації

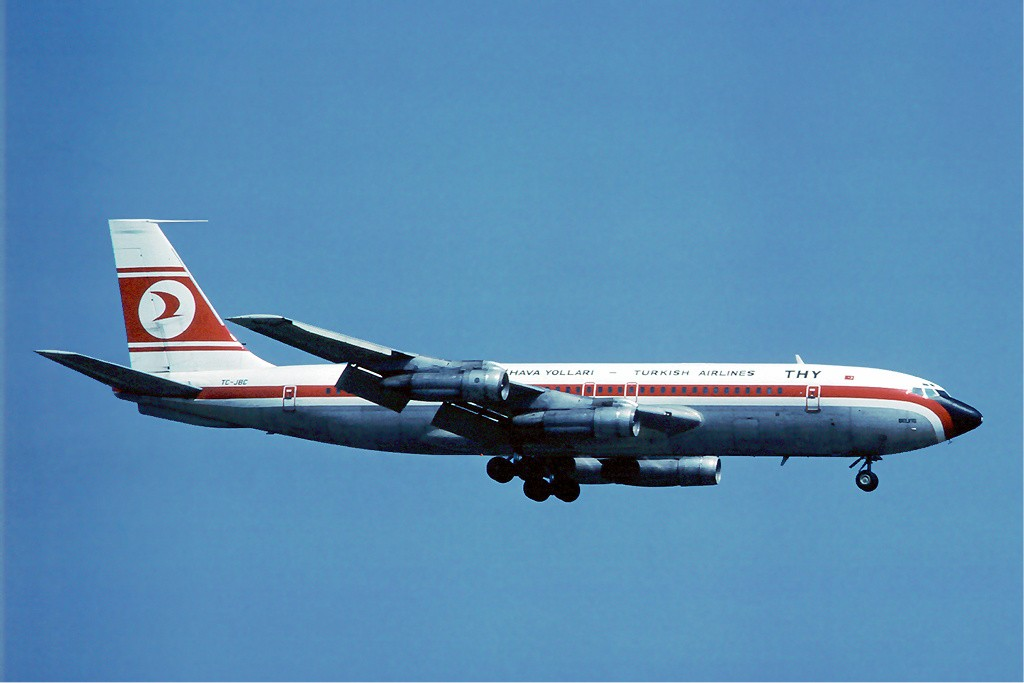
Boeing 707-121B авіакомпанії Turkish Airlines (1976)

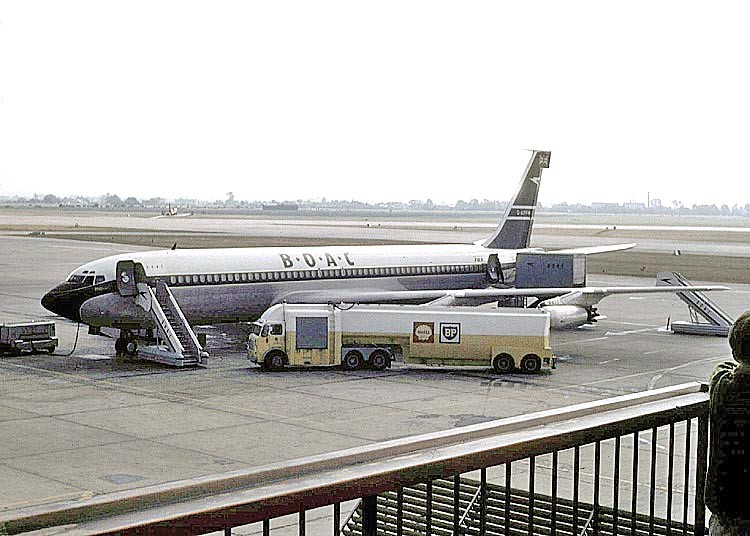
«Боїнг-707» у Лондонському аеропорту Хітроу

Серійні та переобладнані літаки, збудовані «Боїнгом»:
- 367-80
- 707—120
- 707—220
- 707—227
- 707—320 Інтерконтиненталь
- 707-220B
- 707-320B
- 707-320B Advanced
- 707-320C
- 707—420
- 707—700
- 720
- 720B

### Літаки для перевезення вищого керівництва

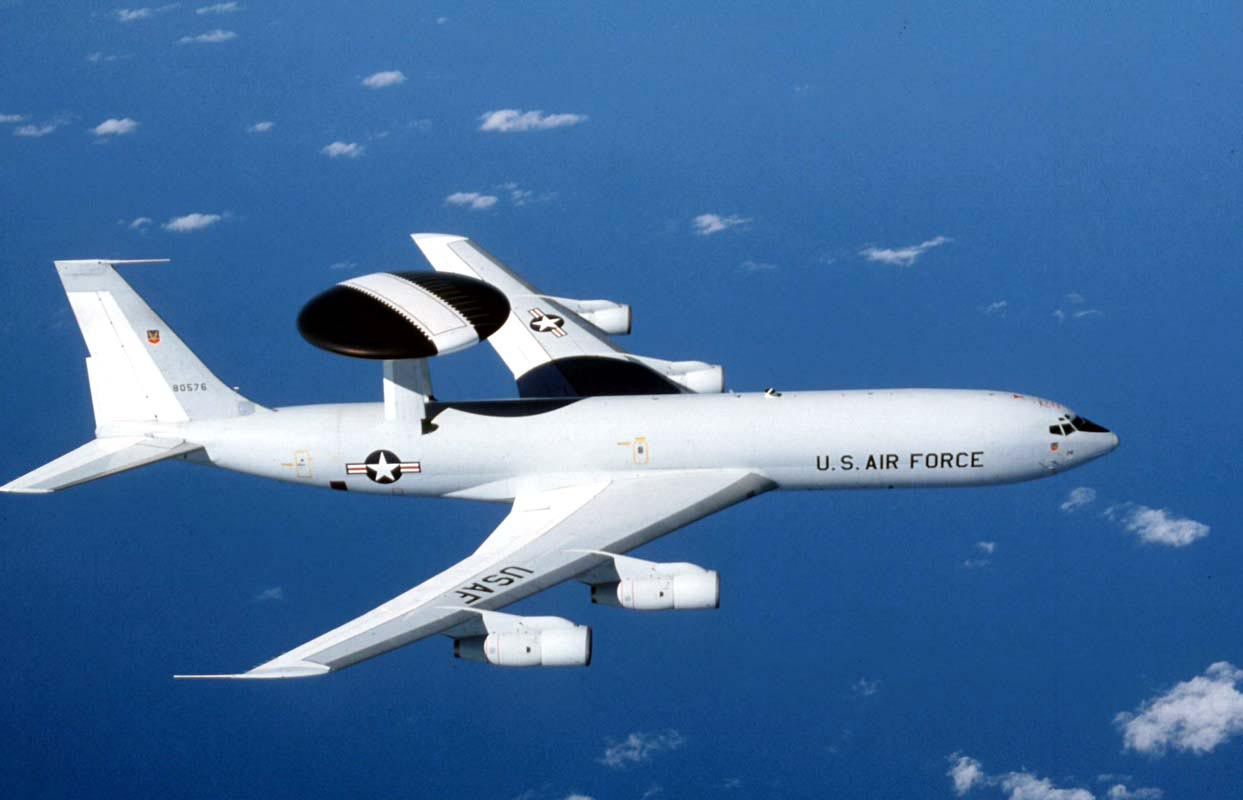
E-3 Sentry у польоті

- VC-137C — модифікація «Боїнга-707-320Б» для ВПС США, призначена для перевезення президентів США. Були побудовані 2 літаки — №SAM26000 в 1962 році і №SAM27000 в 1972 році. Носили спеціальне забарвлення. У службі керування повітряним рухом їм видавався код Air Force One — тому літаку, на борту якого знаходився президент. Останнім часом обидва літаки замінені на 2 VC-25 та 4 C-32 (для віце-президентів та інших держслужбовців адміністрації) та знаходяться в музеях.

### Військові модифікації, побудовані на базі планера 707

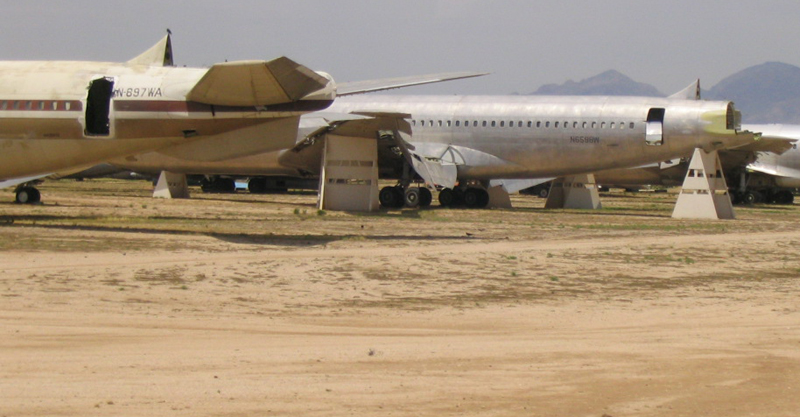
Відпрацьовані Boeing 707 без кілів, стабілізаторів, двигунів на базі зберігання AMARC, Тусон

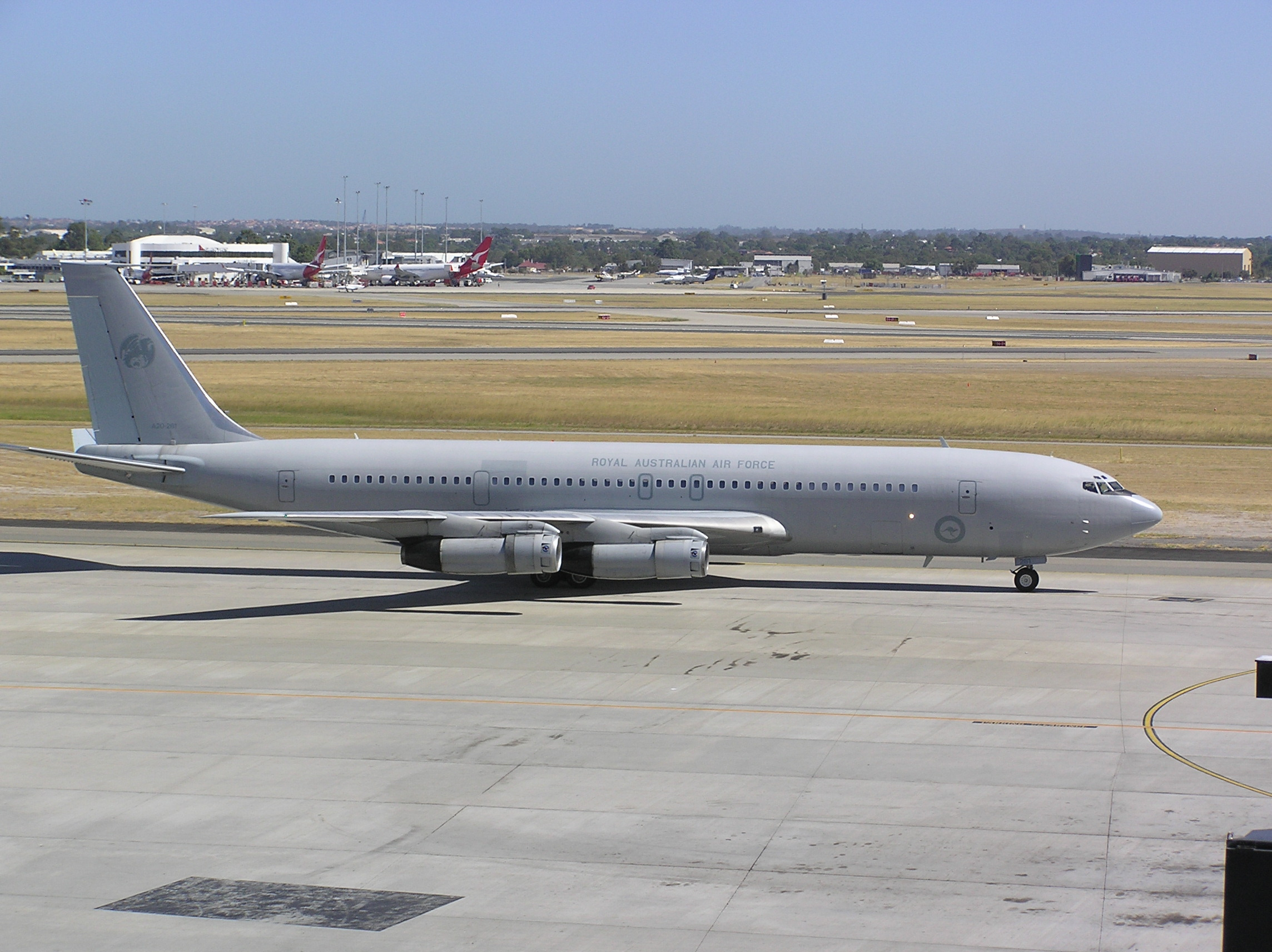
RAAF 707-368C в аеропорту Перта, Австралія

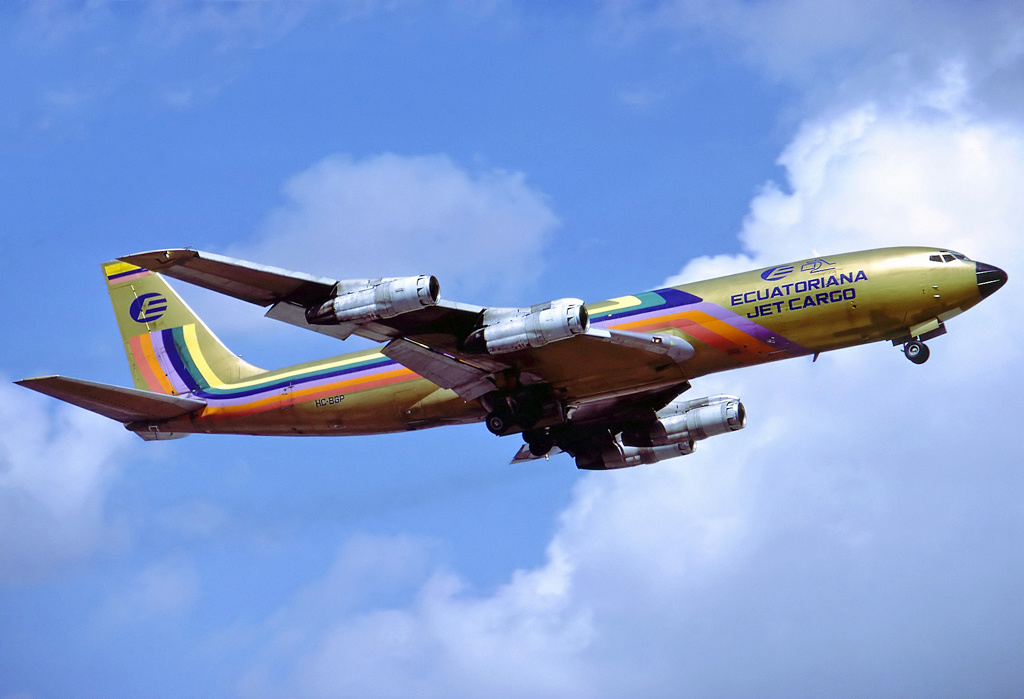
Boeing 707-321C авіакомпанії Ecuatoriana de Aviación (1987)

- E-3 Sentry — серійний літак ДРЛС, що має модернізований планер «Боїнг 707—320» з обтічником з антеною радіолокатора, що обертається над фюзеляжем. Обтічник 9,1 м в діаметрі і 1,8 м в товщину встановлений на двох опорах на висоті 4,2 м над фюзеляжем. Низькі цілі можуть бути виявлені за 375 км, цілі над горизонтом — за 600 км від літака. 2 генератори на кожному з 4 двигунів виробляють 1 мегават електроенергії, споживаної локатором.
- E-6 Mercury — серійний повітряний командний пункт керування та зв'язку зі стратегічними ядерними силами — МБР, підводними човнами з БРПЧ, створений на випадок знищення наземних командних пунктів в ядерній війні, що має модернізований планер «Боїнг 707—320» і 4 двигуни «General Electric — SNECMA» CFM-56. Спочатку були побудовані в модифікації E-6A і служили лише для передачі команд на підводні човни з БРПЧ, що перебували в зануреному стані, за допомогою наддовгохвильових передавачів і 2 тросових антен (програма ТАКАМО (TACAMO) для заміни застарілих EC-130. До 1992 року не менше 2 літаків з 16 побудованих постійно перебували в повітрі, один над Атлантикою, інший над Тихим океаном. Останнім часом чергують на 4 базах в готовності до зльоту. З жовтня 1998 року переобладнувалися в варіант E-6B та виконують ще й функції повітряних командних пунктів («Airborne Command Post») (ABNCP) за програмою, названою «Looking Glass» (повітряна система, що відображає/повторює наземні системи) для керування пусками МБР з використанням системи ALCS. Літаки замінили зняті з чергування EC-135.
- E-8 JSTARS — серійний літак радіолокаційної розвідки наземних цілей на полі бою і передачі інформації всім родам військ США в реальному часі, що має модернізований планер «Боїнг 707—320» зі встановленим під фюзеляжем уздовж його передньої частини довгим обтічником з нерухомою антеною радіолокатора. Радіолокатор може виявити лише рухомі радіолокаційно-помітні цілі на відстані 250 км від напрямку польоту та на площі 50000 км² і має кут огляду 120°. Комп'ютери літака запам'ятовують та підсумовують інформацію про всі цілі, які коли-небудь рухалися на полі бою. У 1991 — 2005 роки побудовано 17 літаків.
- З-18 — військово-транспортна вантажна модифікація «Боїнг 707—320Б» для ВПС США.

- EC-18B — літаки для контролю та вимірювань при проведенні різноманітних випробувань крилатих, зенітних, балістичних ракет, боєголовок балістичних ракет та космічних апаратів, що входять в атмосферу, створені на основі модернізованих планерів «Боїнга 707—320». Всі 8 EC-18B були побудовані починаючи з 1982 року з відпрацьованих цивільних літаків. Схожі EC-135N, EC-135E на базі KC-135 почали службу раніше, в 1960—1970 роках. Літаки мали 2,1-метрову параболічну антену у великому помітному яйцеподібному обтічнику, встановленому перед кабіною пілотів по осі фюзеляжу, зміщеному вниз, щоб не загороджувати огляд пілотам. Антена служила для прийому телеметрії з випробовуваних апаратів. Малися оптичні засоби спостереження та фото- та кінозйомки випробовуваних боєголовок, що входять в атмосферу . Останнім часом використовуються 3 EC-18B.

Інші військові та дослідницькі літаки, схожі на «Боїнг 707», створювалися на базі планера KC-135.
Безліч цивільних пасажирських «Боїнгів-707» після закінчення строку служби, перероблялися в вантажні, військові та дослідницькі літаки, а ті, що потрапили на бази зберігання служать зараз джерелом запчастин та двигунів для всіх працюючих модифікацій 707 та KC-135.

## Льотно-технічні характеристики
|                               | 707-120B                                            | 707-320B                                               |
| ----------------------------- | --------------------------------------------------- | ------------------------------------------------------ |
| Екіпаж                        | 3 (4 з навігатором під час надводних перельотів)    | 3 (4 з навігатором під час надводних перельотів)       |
| Пасажири (2 клас)             | 110                                                 | 147                                                    |
| Пасажири (1 клас)             | 179                                                 | 202                                                    |
| Максимальна злітна маса       | 116 570 кг                                          | 151 320 кг                                             |
| Маса порожнього               | 55 580 кг                                           | 66 406 кг                                              |
| Максимальна дальність польоту | 6 820 км                                            | 6 920 км                                               |
| Крейсерська швидкість         | 1000 км/год                                         | 920 км/год                                             |
| Довжина                       | 44,07 м                                             | 46,61 м                                                |
| Розмах крил                   | 39,9 м                                              | 44,42 м                                                |
| Висота хвоста                 | 12,93 м                                             | 12,93 м                                                |
| Ширина фюзеляжу               | 3,76 м                                              | 3,76 м                                                 |
| Двигуни                       | 4×75,6 кН Pratt & Whitney JT3D-1 турбовентиляторні. | 4×80 кН Pratt & Whitney JT3D-3s або 4×84,4 kN JT3D-7s. |

## Катастрофи

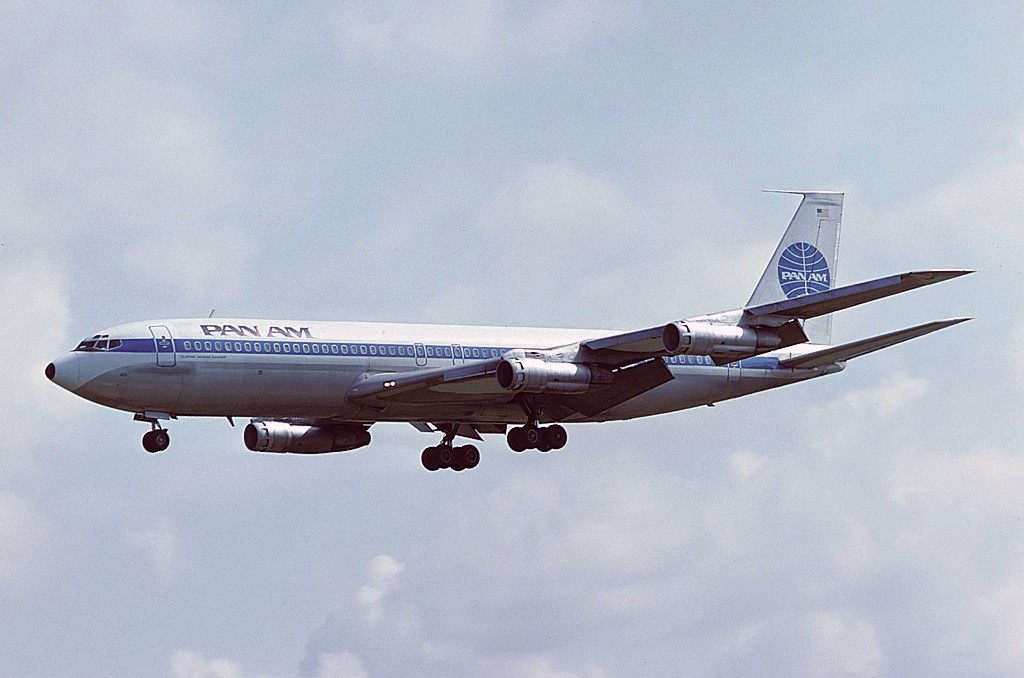
Boeing 707-320B авіакомпанії Pan American World Airways (1979)

Всього було втрачено 194 літаки типу Boeing 707 (B-707, B-720, E-3 і т. д.). Найбільша катастрофа сталася 3 серпня 1975 року в Марокко. Літак йорданської авіакомпанії при заході на посадку зачепив крилом гору і розбився, всі 188 осіб на борту загинули.

## Boeing-707 в масовій культурі
Літак згадувався у фільмах Аеропорт та Аероплан!.
Відомий американський актор Джон Траволта має особистий Boeing-707-138B. Цей літак був побудований 1964 року для австралійської авіакомпанії Qantas, де успішно експлуатувався до 1969 року. Потім літак кілька разів змінював власників, поки в 1998 його не купив Джон Траволта. Ставши його власником, Траволта змінив реєстрацію літака на N707JT, що можна розшифрувати як Boeing 707 John Travolta. На літаку відновлено історичний фірмовий стиль Qantas.

## Рекорди
- Перший у світі реактивний пасажирський літак з двигунами в окремих мотогондолах.
- Перший у світі реактивний пасажирський літак з гондолами двигунів підвішеними під крилами на пілонах.